# 周桐宇
周桐宇（1968年—），汉族，中华人民共和国政治人物、第十一届全国政协委员。
加入中国国民党革命委员会，担任全国青联常委、中国青年企业家协会副会长、上海市商会副会长。2008年，当选第十一届全国政协委员，代表中华全国青年联合会，分入第十六组。2018年1月，当选第十三届全国政协委员。